# Celine: Through the Eyes of the World
Celine: Through the Eyes of the World è un film documentario del 2010 diretto da Stéphane Laporte. Il film segue Céline Dion per tutto il Taking Chances World Tour, sul palco e nella vita privata. Il film è stato presentato in anteprima a Miami, Florida il 16 febbraio 2010 ed è stato distribuito da The Hot Ticket, una divisione della Sony Pictures Entertainment. Il Film è stato pubblicato in quasi tutto mondo nel mese di maggio 2010, ad eccezione dell'Australia (ad aprile) e del Giappone (ad agosto), in versione DVD, DVD edizione speciale due dischi e Blu-ray Disc.